# Гордон-Леннокс, Чарльз, 7-й герцог Ричмонд

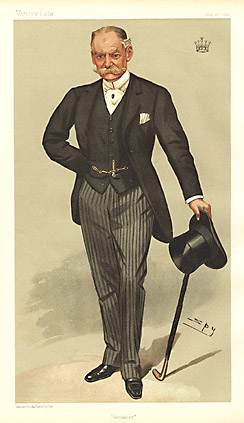
«Гудвуд». Карикатура шпиона опубликованная в Vanity Fair в 1896 году

Чарльз Генри Гордон-Леннокс, 7-й герцог Ричмонд, 7-й герцог Леннокс, 2-й герцог Гордон, 7-й герцог Обиньи (англ. Charles Henry Gordon-Lennox, 7th Duke of Richmond and Lennox, 2nd Duke of Gordon; 27 декабря 1845 — 18 января 1928) — британский аристократ, пэр и политик. С 1845 по 1860 год он был известен как лорд Сеттрингтон, а с 1860 по 1903 год — граф Марч.

## Титулатура
7-й герцог Леннокс (с 27 сентября 1903 года), 7-й граф Дарнли (с 27 сентября 1903), 7-й лорд Торболтон (с 27 сентября 1903), 7-й граф Марч (с 27 сентября 1903), 7-й барон Сеттрингтон, Йоркшир (с 27 сентября 1903), 7-й герцог Ричмонд (с 27 сентября 1903), 7-й герцог д’Обиньи (с 27 сентября 1903), 2-й граф Кинрара, Инвернесс (с 27 сентября 1903), 2-й герцог Гордон (с 27 сентября 1903 года).

## Предыстория и образование

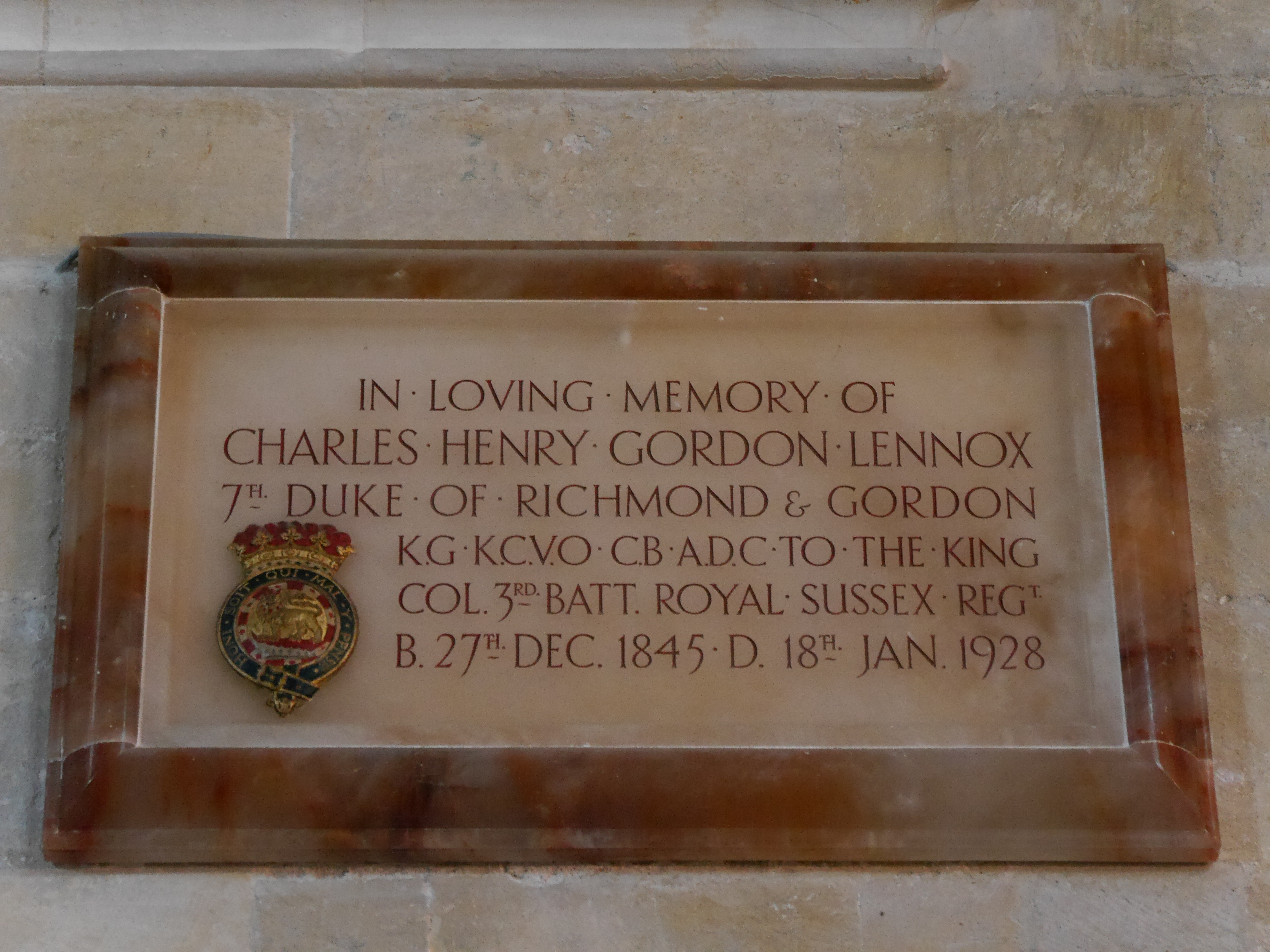
Мемориал, Чичестерский собор

Родился 27 декабря 1845 года в Портленд-Плейс в Лондоне. Старший сын Чарльза Генри Гордона-Леннокса, 6-го герцога Ричмонда (1818—1903), и Фрэнсис Гарриет (1824—1887), дочери Элджернона Фредерика Гревиля. Он получил образование в Итонском колледже в 1859—1863 годах. В 1860 году он стал известен как граф Марч, после того как его отец унаследовал герцогский титул.

## Карьера

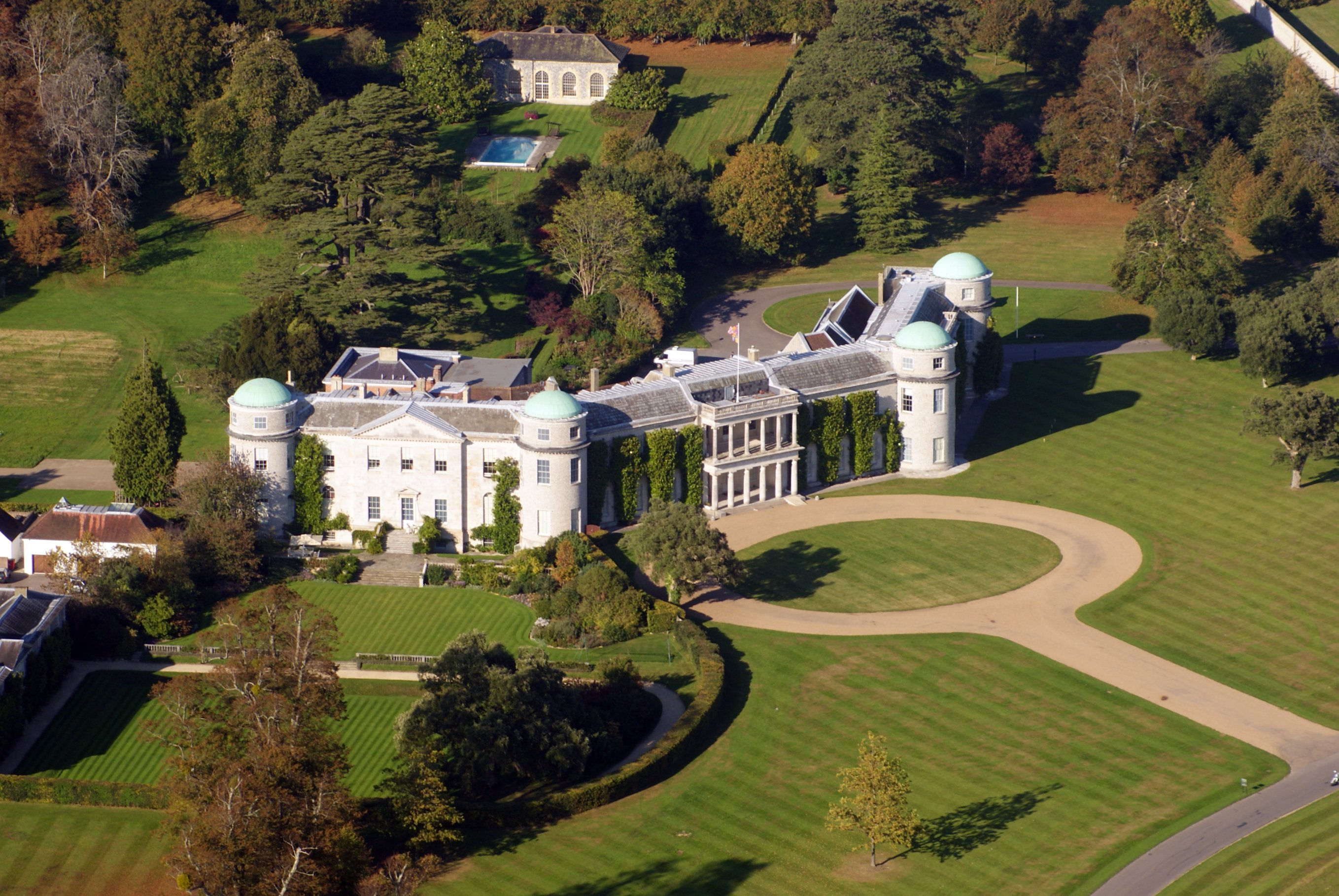
Большой дом в Саут-Даунсе, главный дом герцогов, на нескольких квадратных километрах земли. Остаются в собственности семьи в настоящее время

Лорд Марч вступил в гренадерскую гвардию в 1862 году, хотя вышел в отставку в 1869 году, после того как был избран членом Палаты общин от Западного Суссекса. Он представлял этот округ до тех пор, пока он не был отменен на всеобщих выборах 1885 года, когда он был возвращен в Палату общин для Чичестера (1885—1889). Он занимал свое место до 1889 года. Примерно в это же время он был назначен духовным комиссаром, и эту должность он занимал до 1903 года.
Он и его брат, лорд Элджернон Гордон-Леннокс, оба участвовали во Второй Англо-бурской войне в Южной Африке, а лорд Марч командовал ополчением Суссекса с его прибытия в марте 1901 года. Он вернулся в Англию в июне 1902 года после окончания военных действий в Южной Африке в предыдущем месяце . За свою службу на войне он был назначен кавалером Ордена Бани (CB) в списке почетных наград Южной Африки за октябрь 1902 года.
Лорд Марч был назначен лордом-лейтенантом Элгиншира 27 августа 1902 года , а также служил лордом-лейтенантом Банфaшира с ноября 1903 года, после смерти своего отца.
27 сентября 1903 года Чарльз Гордон-Леннокс сменил своего отца в качестве 7-го герцога Ричмонда и Леннокса и 2-го герцога Гордона (2-я креация). В 1904 году король Великобритании Эдуард VII сделал его кавалером Большого Креста Королевского викторианского ордена (GCVO) и кавалером Ордена Подвязки (KG). Он был великим магистром Сассекской ветви масонов с 1902 года.

## Семья
10 ноября 1868 года в Лондоне герцог Ричмонд женился сначала на Эми Мэри Рикардо (24 июня 1847 — 23 августа 1879), дочери Перси Рикардо (1820—1892) из Брэмли-Парка в Гилфорде в графстве Суррей, и его жены Матильды Модесли Хэнсли (1826—1880), дочери Джона Исаака Хэнсли из Холборна в Мидлсексе. Она была сестрой полковника Хораса Рикардо и полковника Фрэнсиса Рикардо из Кукхэма в Беркшире. У них было три сына и две дочери:
- Чарльз Генри Гордон-Леннокс, 8-й герцог Ричмонд (30 декабря 1870 — 7 мая 1935)
- Леди Эвелин Эми Гордон-Леннокс (23 апреля 1872 — 17 февраля 1922), муж с 1896 года сэр джон Ричард Джирс Коттерелл, 4-й баронет (1866—1937)
- Леди Вайолет Мэри Гордон-Леннокс (15 января 1874 — 19 ноября 1946), муж с 1894 года майор Генри Леонард Кэмпбелл Канберра, 1-й барон Канберра (1870—1958)
- Бригадный генерал Лорд Эсме Чарльз Гордон-Леннокс (10 февраля 1875 — 4 мая 1949)
- Майор Лорд Бернард Чарльз Гордон-Леннокс (1 мая 1878 — 10 ноября 1914)

После её смерти в августе 1879 года, в возрасте 32 лет, 3 июля 1882 года герцог Ричмонд женился во второй раз на Изабель Софи Крейвен (28 апреля 1863 — 20 ноября 1887), дочери Уильяма Джорджа Крейвена (1835—1906) и леди Мэри Кэтрин Йорк (1837—1890). Изабель умерла в ноябре 1887 года в возрасте 24 лет. У супругов было две дочери:
- Леди Мэри Мюриэл Беатрис Гордон-Леннокс (1884 — 13 апреля 1969), 1-й муж с 1904 года подполковник Уильям Малебисс Беквит, 2-й муж с 1933 года коммандер Дерек Льюис Джонс
- Леди Хелен Магдален Гордон-Леннокс (13 декабря 1886 — 13 июня 1965), муж с 1911 года Алан Иэн Перси, 8-й герцог Нортумберленд (1880—1930).

Герцог Ричмонд оставался вдовцом до своей смерти в январе 1928 года в возрасте 82 лет. Он был похоронен в Чичестерском соборе.
Ему наследовал герцогский титул его старший сын Чарльз. Второй сын Ричмонда, лорд Эсме Гордон-Леннокс, был бригадным генералом британской армии, а его третий и младший сын, лорд Бернард Гордон-Леннокс, был майором британской армии.